# ديف هيل (لاعب غولف)
ديف هيل (بالإنجليزية: Dave Hill)‏ هو لاعب غولف أمريكي، ولد في 20 مايو 1937 في جاكسون في الولايات المتحدة، وتوفي في 27 سبتمبر 2011.

## وصلات خارجية
- ديف هيل على موقع رابطة لاعبي الغولف المحترفين (الإنجليزية)